# Suzuki Vitara
Suzuki Vitara – samochód osobowy typu SUV produkowany pod japońską marką Suzuki w latach 1988–1997 oraz ponownie od 2015 roku. Auto zostało zastąpione dwiema generacjami modelu Grand Vitara, które były autem sportowo-użytkowym, a w 2014 roku powrócono do nazwy Vitara podczas prezentacji nowego miejskiego crossovera na targach motoryzacyjnych Paris Motor Show, który zastąpił ponadto także wysłużony model SX4.

## Pierwsza generacja

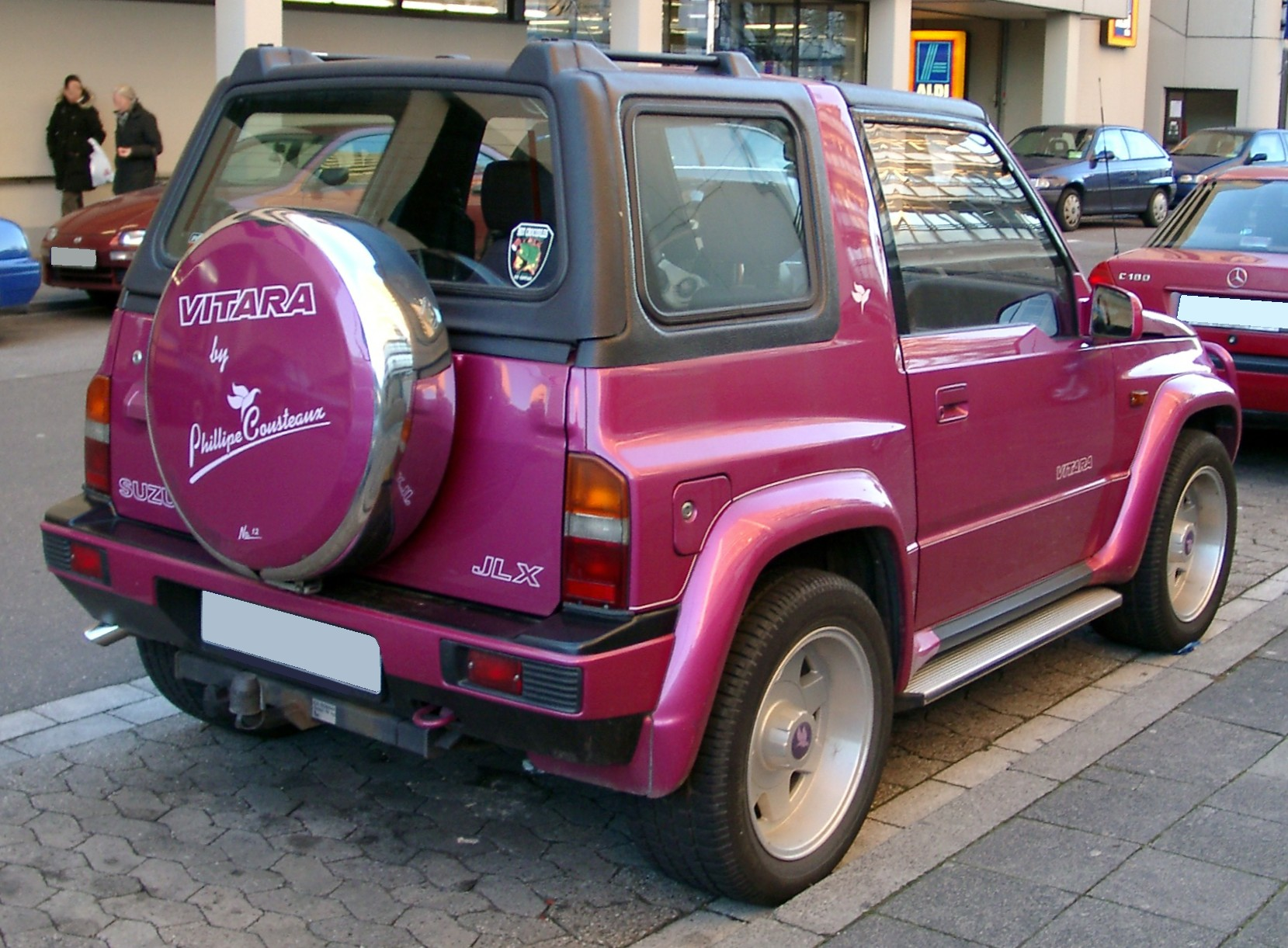
Tył Vitary I ze składanym dachem

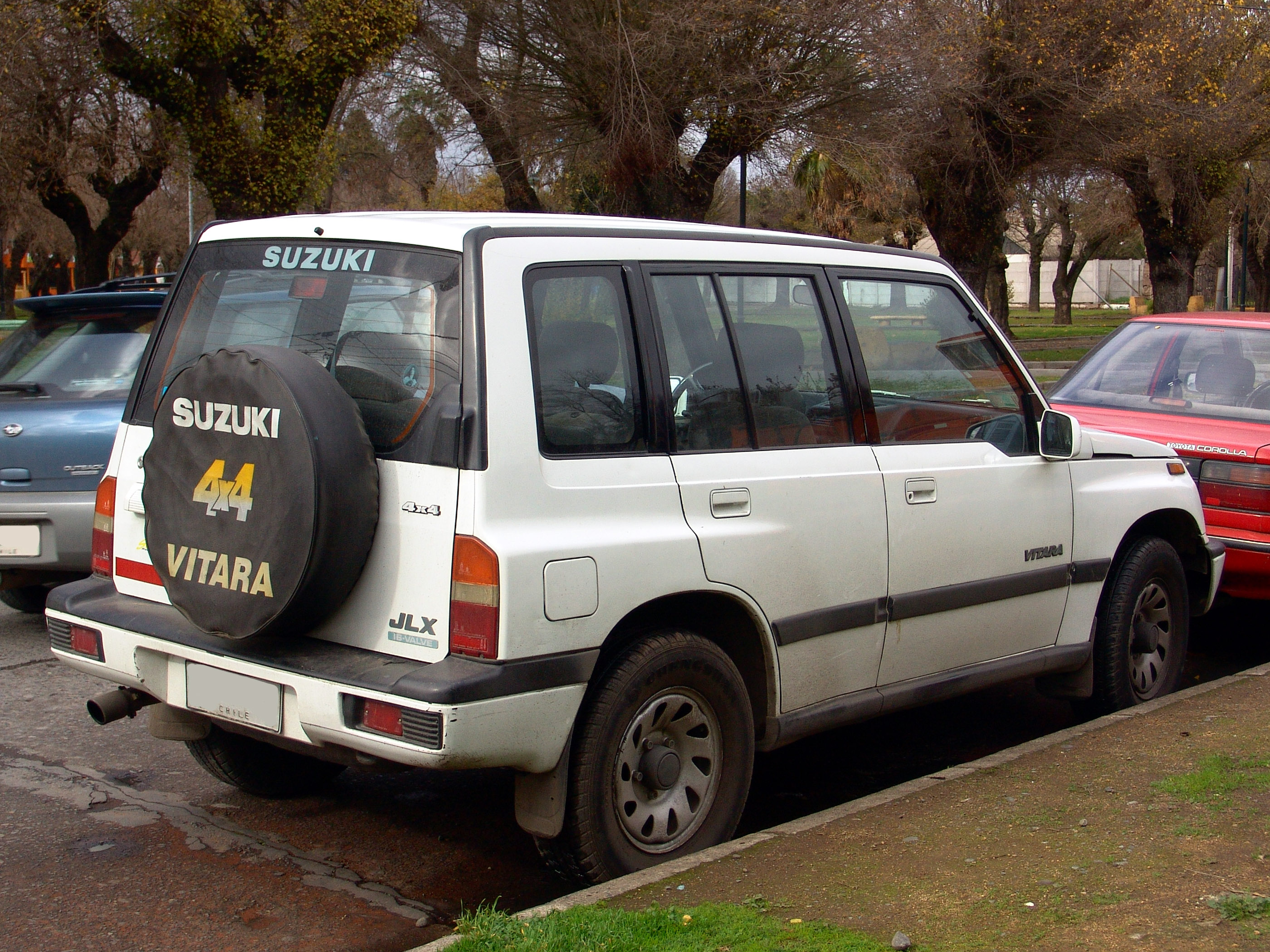
Tył Vitary I w wersji 5-drzwiowej

Suzuki Vitara I produkowany był w latach 1988–1997 w wersji 3- i 5-drzwiowej oraz 2-drzwiowej ze składanym dachem. Zwarte nadwozie zrywało z tradycyjną kanciastą sylwetką. Jego forma przypominała zwykły samochód osobowy o gładkich i płynnych powierzchniach i właściwych proporcjach. Tylko krótkie zwisy i duże koła świadczyły o przeznaczeniu pojazdu. Pojazd miał klasyczną konstrukcje ramową i dostępny był od początku produkcji w dwóch wersjach nadwoziowych, jako trzydrzwiowe kombi lub kabriolet z miękkim dachem.
Do napędu stosowano czterocylindrowy silnik benzynowy o pojemności skokowej 1,6 dm3. Najpopularniejszy w vitarze pozostał jednak motor 1.6, który z czasem z ośmiozaworowej, gaźnikowej jednostki (gaźnik potrafił sprawiać problemy przez częste zabrudzanie się olejem, należy go czyścić co 10 tys. km, nie lubi, kiedy się przy nim majsterkuje) przekształcony został w nowoczesny, szesnastozaworowy silnik z wielopunktowym wtryskiem paliwa, pasek rozrządu należy wymieniać co 90 tys. Dysponuje on mocą 97 KM i pozwala rozpędzić auto do 150 km/h, zaś setkę osiągnąć po niespełna 15 sekundach od startu. Średnie zużycie paliwa waha się w granicach 8–8,5 l/100 km. W układzie napędowym, obok skrzyni biegów znajdował się reduktor i skrzynia rozdzielcza. Napęd kół tylnych jest stały, a przednich dołączalny. Vitara szybko zyskała uznanie na światowym rynku i wkrótce uruchomiono jej produkcję w Hiszpanii oraz w Kanadzie. W Japonii model ten występował pod nazwą Escudo, a w USA i Kanadzie jako Tracker lub Sidekick.
W 1991 roku wdrożono do produkcji wydłużoną wersję nadwoziową, mającą układ pięciodrzwiowy. Model Vitara S.W. napędzany był mocniejszą odmianą silnika o pojemności 1,6 dm3, wyposażoną w głowice o 16 zaworach. Ten mocniejszy silnik od 1993 roku dostępny był także w „krótkich” wersjach nadwoziowych. W 1994 roku auto przeszło facelifting.
Od 1995 roku w modelach S.W. rozszerzono gamę silników, a równocześnie zmieniono nieco wygląd przedniej części nadwozia (facelifting). Nowymi jednostkami napędowymi były benzynowy silnik w układzie V6 o pojemności 2,0 dm3 oraz czterocylindrowy turbodoładowany silnik Diesla, również o pojemności 2,0 dm3. Zaczęto także stosować automatyczne skrzynie biegów. Równocześnie zmieniono przednią ścianę nadwozia i dodano szerokie listwy boczne. W modelach produkowanych do 1998 roku okresy pomiędzy przeglądami technicznymi wynoszą 10 tys. kilometrów. Auta młodsze odwiedzają serwis rzadziej – co 15 tys. kilometrów. W regularnie serwisowanych egzemplarzach brakuje charakterystycznych, powtarzających się usterek. Wyjątkową trwałością wykazują się silniki – pokonanie kilkuset tysięcy kilometrów nie stanowi dla nich żadnego problemu.
Na niektórych rynkach dostępne były krótkie wersje Vitary wyposażone we francuskie (PSA) silniki Diesla o pojemności skokowej 1,9 dm3.

## Druga generacja

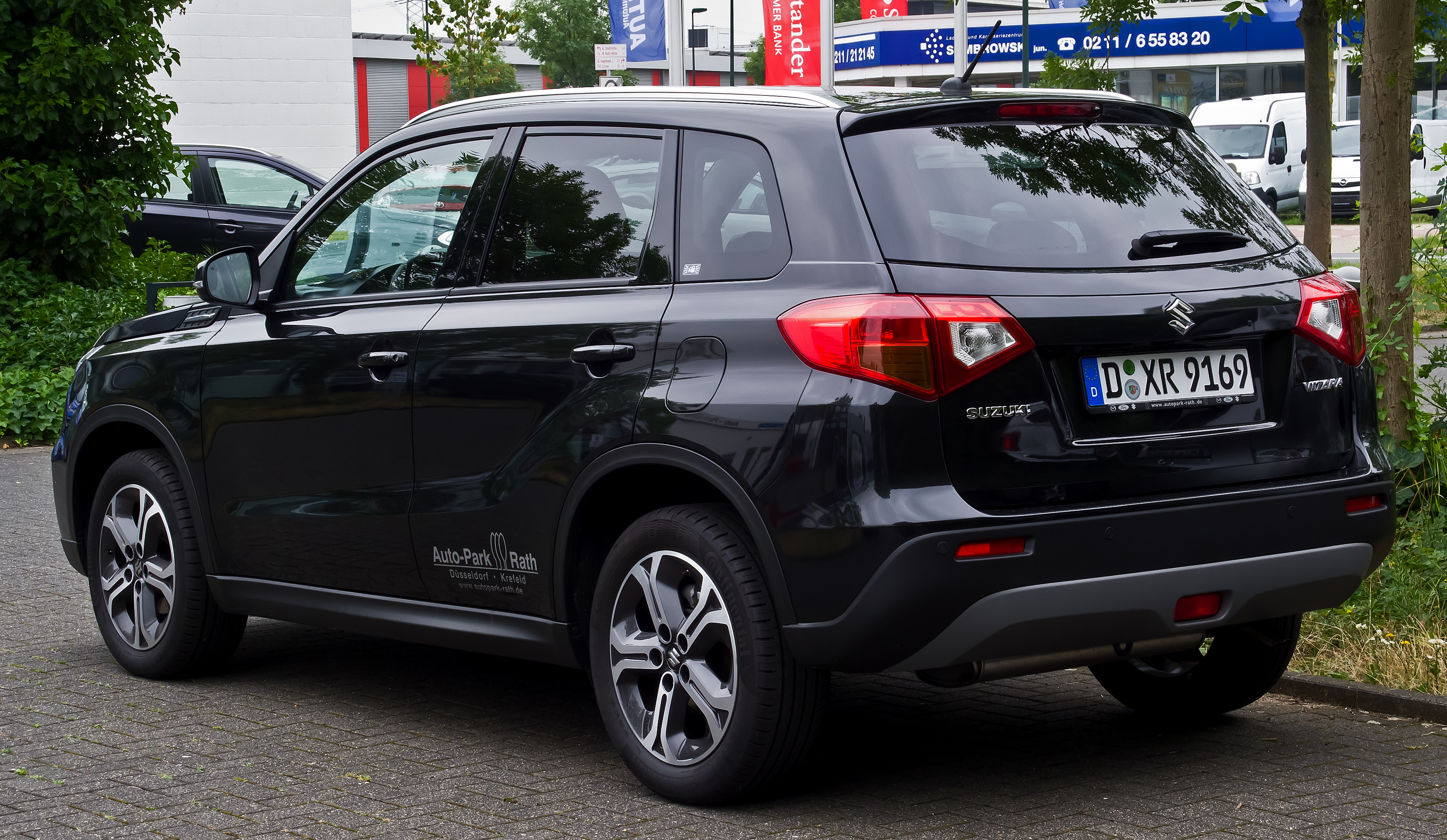
Suzuki Vitara II - tył

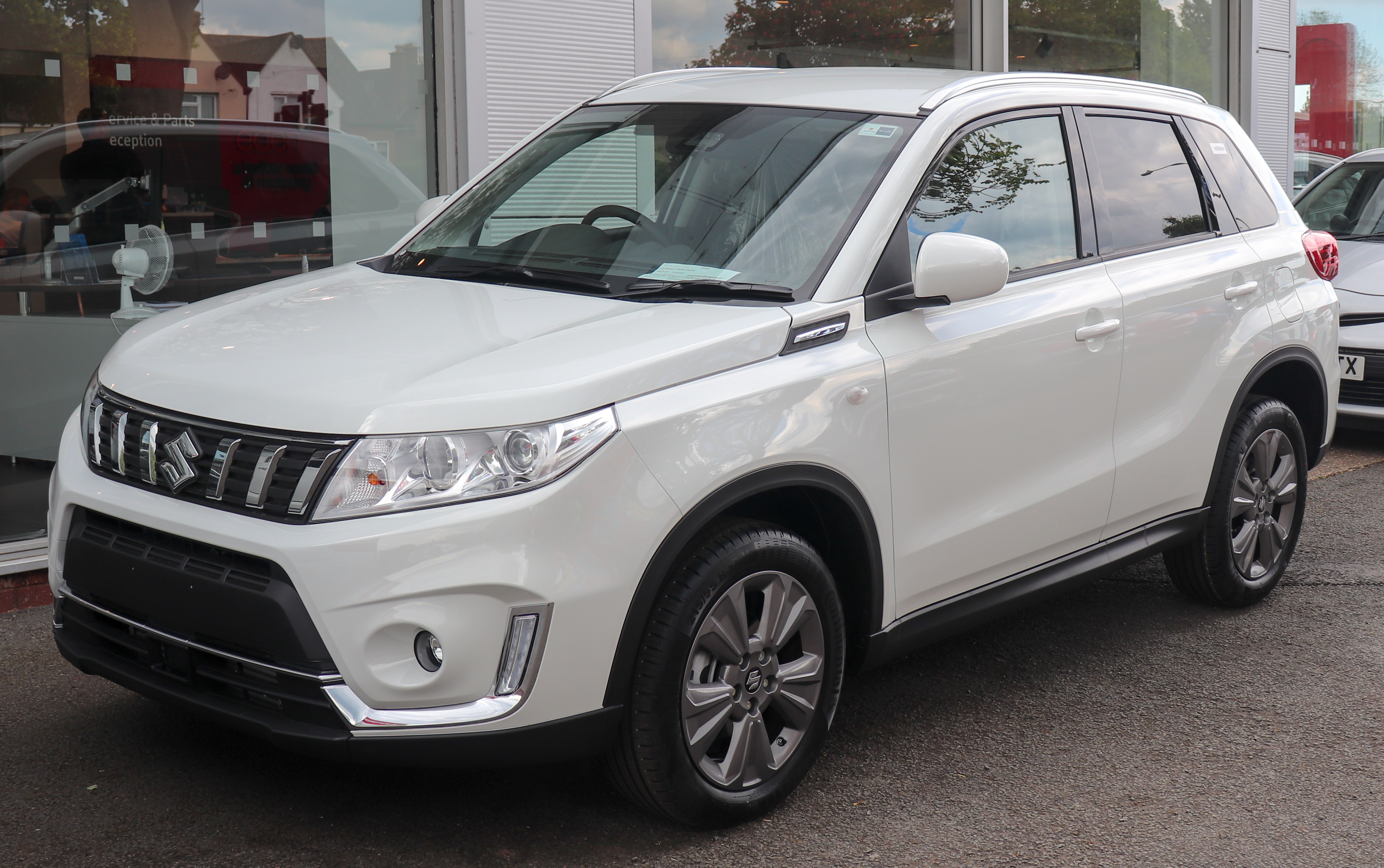
Suzuki Vitara II po pierwszym liftingu

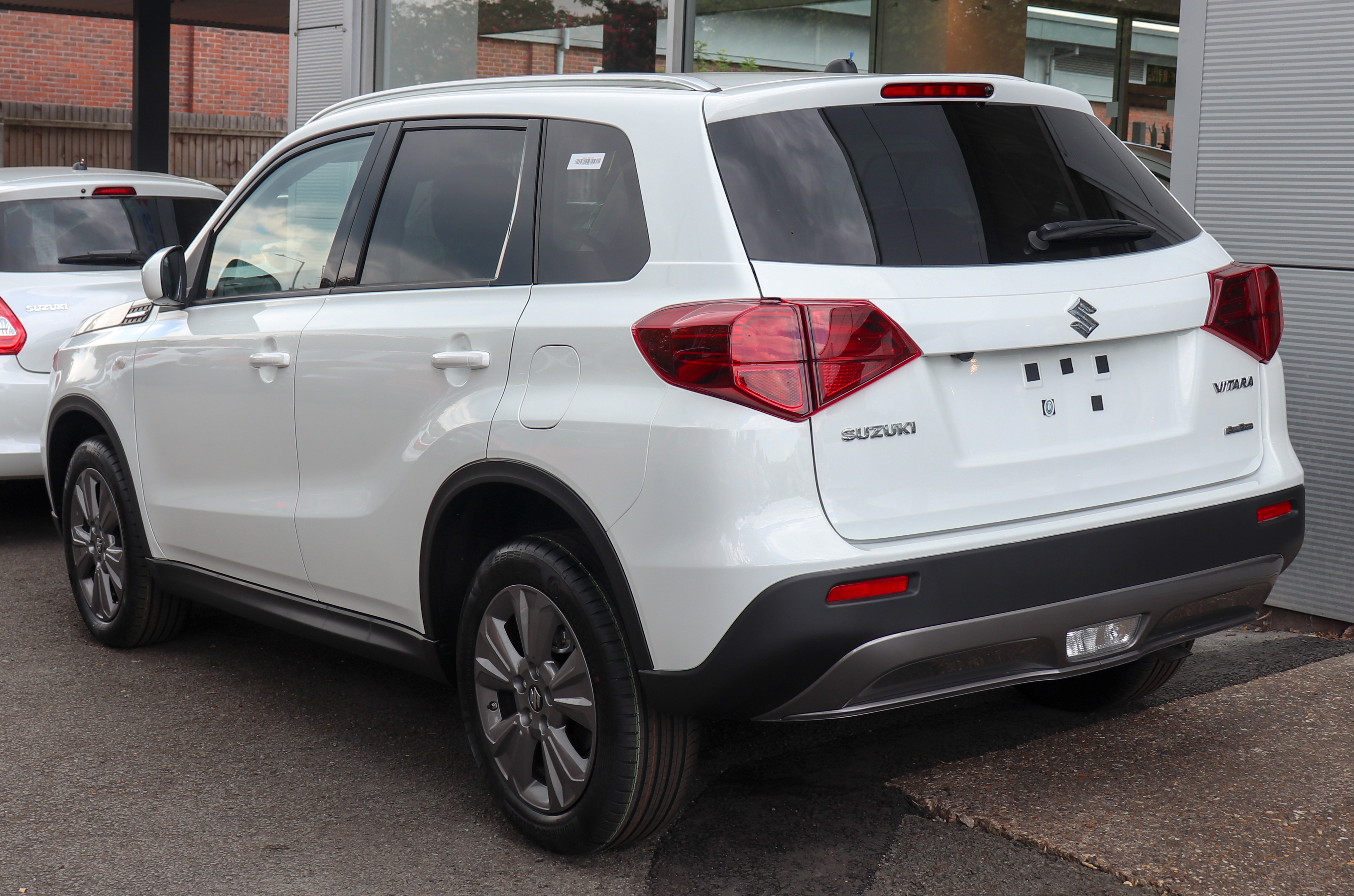
Suzuki Vitara II - tył po pierwszym liftingu

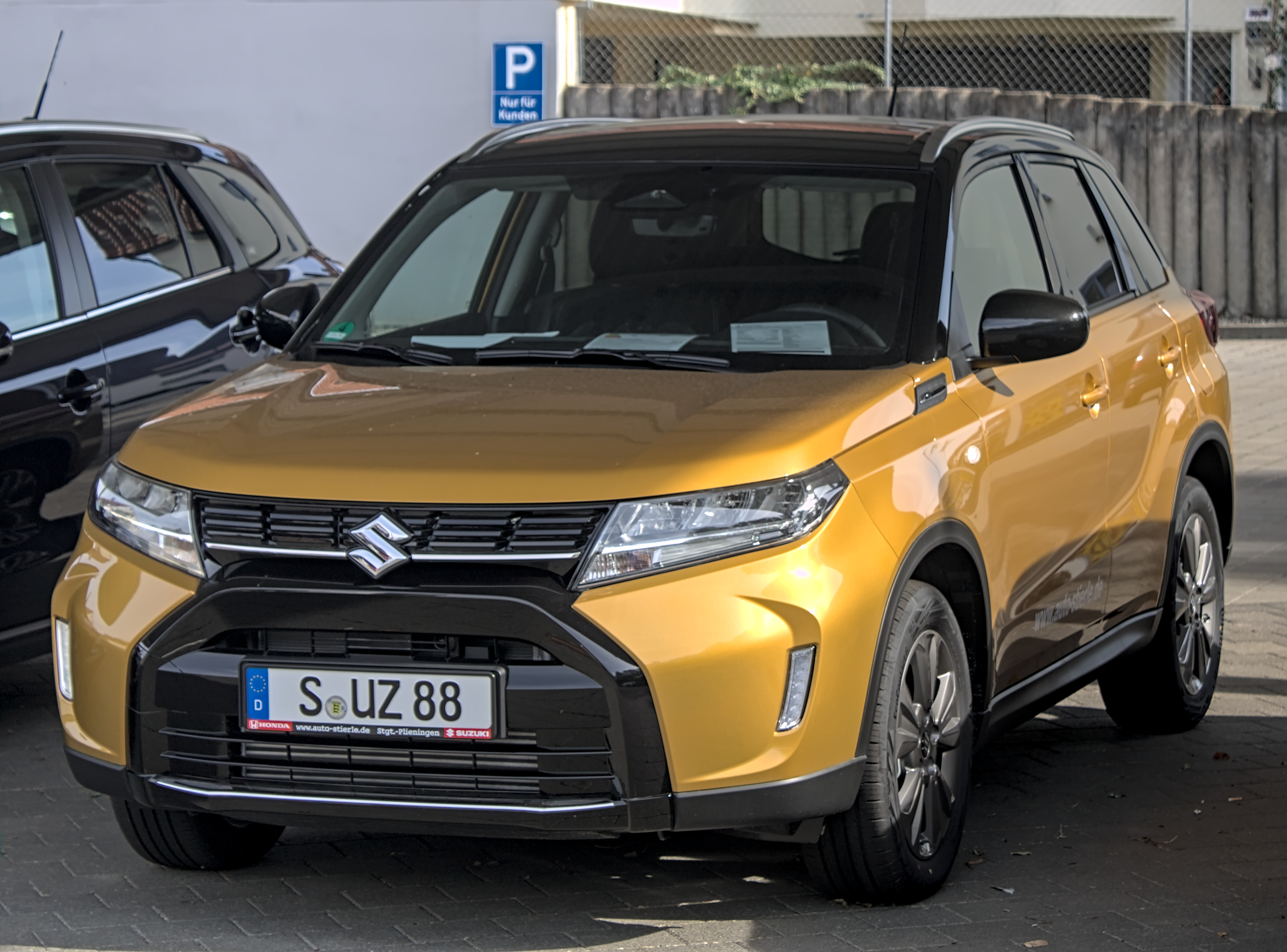
Suzuki Vitara II po drugim liftingu

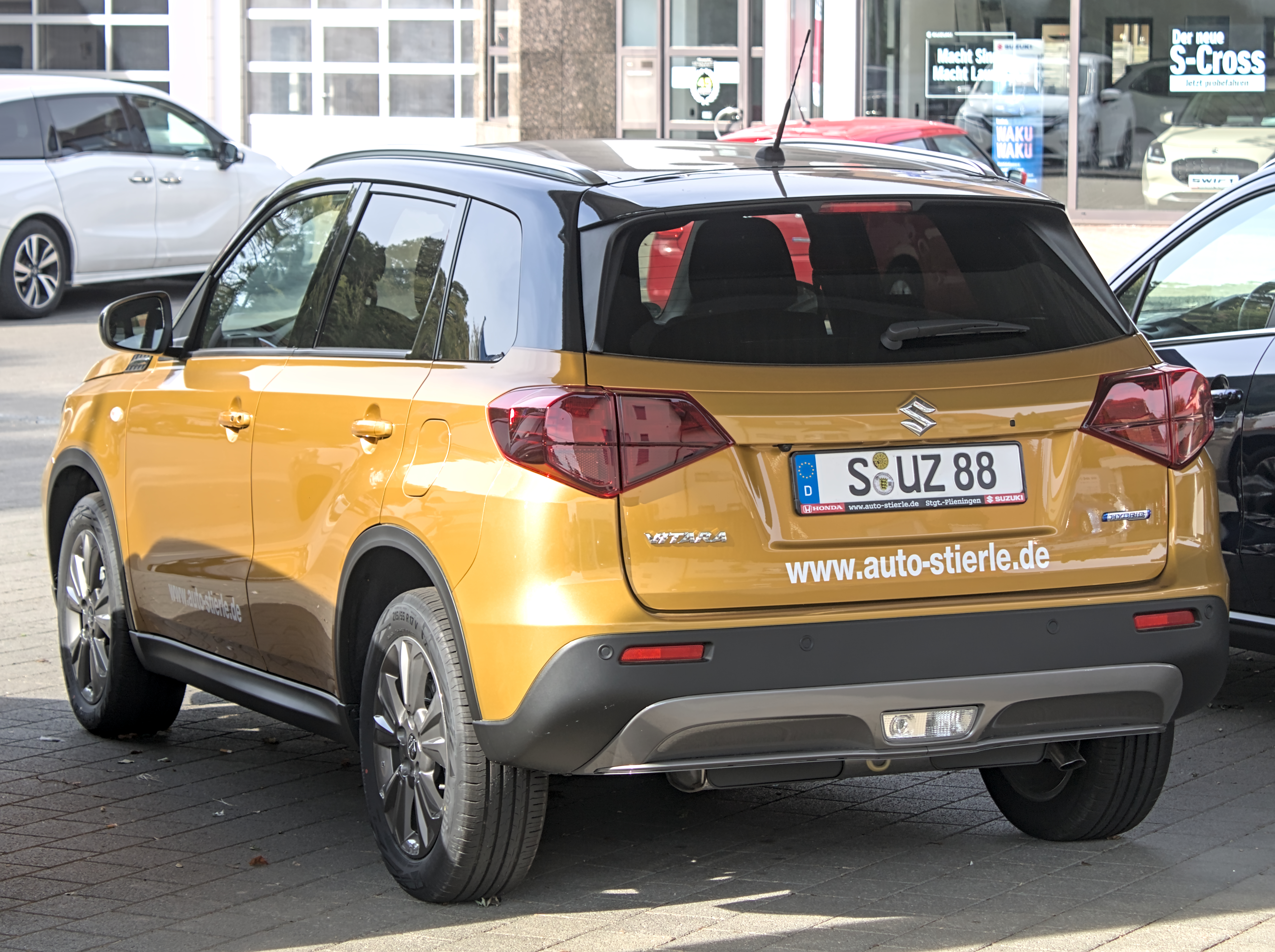
Suzuki Vitara II - tył po drugim liftingu

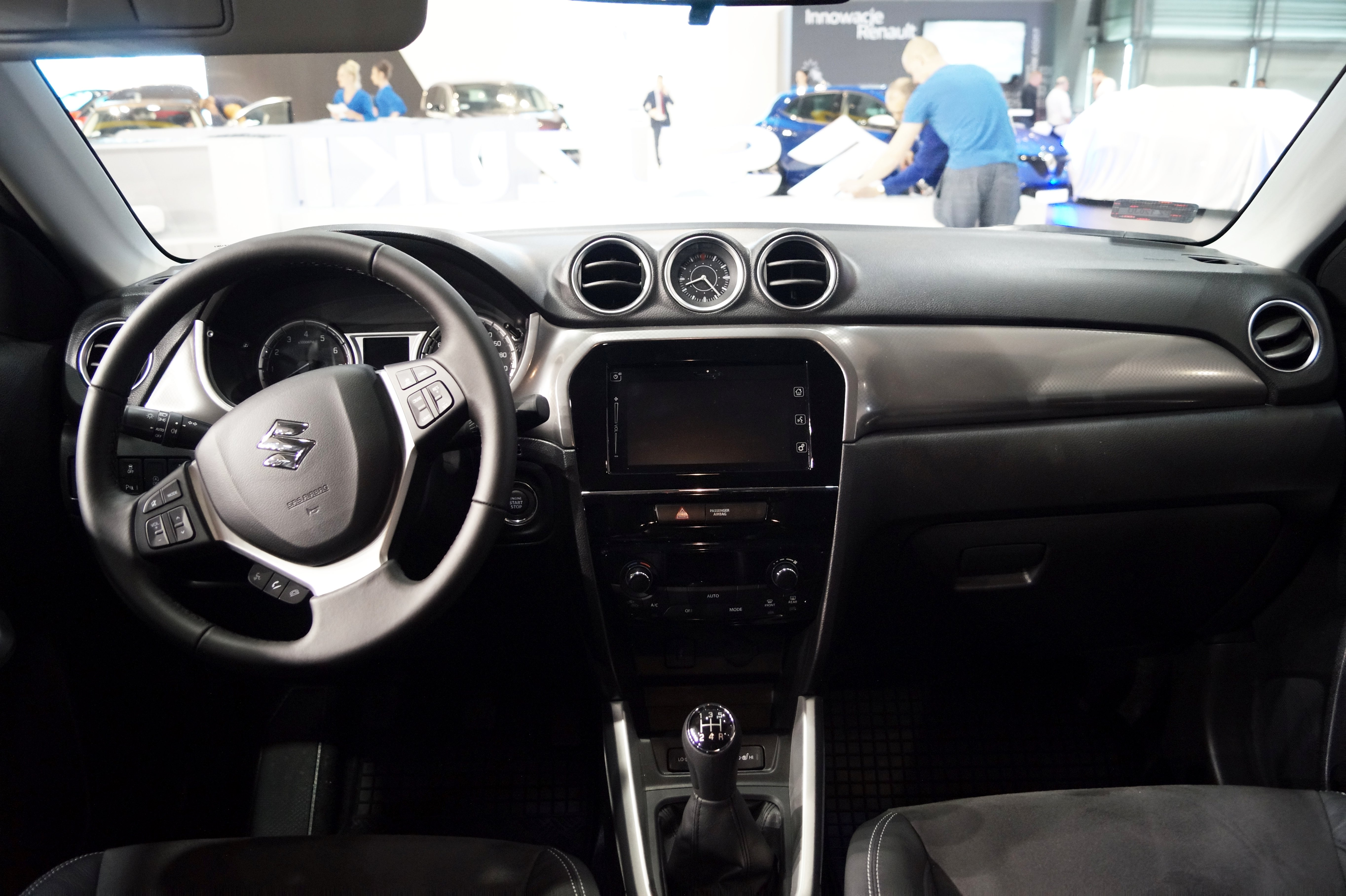
Wnętrze Vitary II

Suzuki Vitara II został po raz pierwszy zaprezentowany podczas targów motoryzacyjnych w Paryżu w październiku 2014 roku. Auto w przeciwieństwie do pierwszej generacji modelu Vitara i poprzedników jest crossoverem segmentu B zbudowanym na płycie podłogowej crossovera Suzuki SX4 S-Cross, z którym dzieli część rozwiązań technicznych, silniki i rozwiązanie napędu na obie osie. Produkcja rozpoczęła się na początku 2015 roku, a do salonów model ten trafił wiosną. Model w gamie zastąpił wysłużone modele SX4 i Grand Vitara.
Samochód bazuje na modelu koncepcyjnym o nazwie iV-4, który został zaprezentowany podczas targów motoryzacyjnych we Frankfurcie w 2013 roku. Pojazd otrzymał samonośne nadwozie oraz napęd wszystkich kół realizowany systemem AllGrip (z elektromagnetycznym sprzęgłem wielopłytkowym). W tego typu napędzie na drogach o dobrej przyczepności napędzane są koła jednej osi, druga oś jest dołączona automatycznie po wykryciu poślizgu, choć system AllGrip przewiduje też możliwość włączenia napędu na obie osie.
We wnętrzu pojazdu pojawiły się wymienne panele dostępne w czterech kolorach nadwozia, a łącznie możliwych jest aż 15 kombinacji kolorystycznych, w tym kilka dwukolorowych. 
W 2016 roku sprzedano w Polsce 2943 egzemplarzy Suzuki Vitary, dzięki czemu zajęła 41 lokatę wśród najchętniej wybieranych samochodów w kraju. 

### Restylizacje
W 2018 roku przeprowadzono delikatny lifting. Zmianie uległy tylne światła, a przede wszystkim silniki. Wolnossące 1.6 zastąpił turbodoładowany silnik 1.0 rozwijający moc 111 km i maksymalny moment obrotowy 170 Nm, a nie 156 jak dotychczas było. Diesel 1.6 DDIS został wycofany z produkcji. Wersję z silnikiem 1.0 BoosterJet można połączyć z 5-biegową skrzynią manualną lub z 6-biegową automatyczną skrzynią biegów, a także z napędem na cztery koła, natomiast mocniejszy wariant 1.4 możemy mieć z 6-biegową skrzynią manualną i z 6-biegową automatyczną skrzynią biegów i napędem na obie osie.
W 2024 roku samochód przeszedł kolejny lifting. Zmieniono kształt zderzaka z przodu i grilla. Zyskał prostszy i łagodniejszy wizualnie design. We wnętrzu dodano również nowe multimedia.  

### Vitara Mild Hybrid
W 2020 roku Suzuki do gamy Vitary wprowadził 48-woltowy układ miękkiej hybrydy. Zelektryfikowany napęd to autorska konstrukcja Suzuki, która ma łączyć dynamiczne osiągi z umiarkowanym spalaniem. Pierwsze skrzypce w takim zespole gra silnik spalinowy 1.4 BoosterJet o mocy 129 KM, współpracujący z napędzanym paskiem urządzeniem ISG o mocy 10 kW łączące w sobie funkcję rozrusznika i generatora. Dzięki niemu podczas wytracania prędkości silnik nie zużywa paliwa, a odzyskana energia ładuje chłodzony powietrzem akumulator litowo-jonowy (8 Ah). ISG pełni też funkcję silnika elektrycznego, wówczas wykorzystuje zebrany prąd i wspomaga jednostkę benzynową zatykając turbodziurę dodatkowym zastrzykiem 50 Nm momentu obrotowego. Hybrydowy SUV Suzuki ma przyspieszać do "setki" w 9,5 s i maksymalnie rozpędzić się do 195 km/h.

### Wersje wyposażeniowe
- Comfort Plus
- Premium
- Elegance
- Elegance Sun
- XLED
- XLED SUN

Opcjonalnie samochód wyposażyć można m.in. w aktywny tempomat z systemem automatycznego hamowania awaryjnego RBS, system multimedialny z ekranem dotykowym oraz dwuczęściowy panoramiczny dach, znany już z modelu S-Cross.